# Paphiopedilum papuanum
Paphiopedilum papuanum là một loài thực vật có hoa trong họ Lan. Loài này được (Ridl. ex Rendle) L.O.Williams mô tả khoa học đầu tiên năm 1946.